# Alice Curchod
Alice Curchod, née le 6 octobre 1907 à Lausanne et morte le 3 février 1971 à Lossy, est une écrivaine vaudoise.

## Biographie
Alice Curchod poursuit des études à l'École normale de Lausanne de 1924 à 1928 et se consacre pendant plusieurs années à l'enseignement à la petite enfance.
Elle fonde en 1949, à Lausanne, une école d'assistantes sociales et d'éducatrices qu'elle dirige jusqu'en 1959. Elle crée en 1962 les éditions du Verdonnet SA, à l'enseigne desquelles elle publie des livres pour enfants.
Elle est l'auteur de trois romans, remarqués par Alice Rivaz, avec qui elle se lie d'amitié, ainsi qu'avec Gustave Roud et Philippe Jaccottet : Le Pain quotidien (1936), L'Amour de Marie Fontanne (1942) et Les Pieds de l'ange (1950). Elle est également membre de la Société des écrivains suisses et de l'Association des écrivains vaudois.

## Publications
- Alice Curchod, Les Pieds de l'ange, Editions Plaisir de lire, 2003 (ISBN 2-88387-028-4).

## Sources
- « Alice Curchod », sur la base de données des personnalités vaudoises sur la plateforme « Patrinum » de la Bibliothèque cantonale et universitaire de Lausanne.
- 24 Heures, 2004/02/24, p. 14 avec une photographie
- Anne-Lise Delacrétaz, « Alice Curchod » dans le Dictionnaire historique de la Suisse en ligne, version du 17 mars 2004.